# Drona (voi)
Drona (sinh khoảng năm 1936 - mất năm 1998) là con voi dẫn đầu đàn voi Dasara trong khuôn khổ lễ hội Mysore Dasara. Nó đã mang theo bành voi vàng "Golden Howdah" trong 18 năm liên tiếp từ năm 1981 đến 1997, trước khi bị điện giật khi đang được chăn thả vào năm 1998. Trong tất cả những con voi mang bành vàng "Golden Howdah" trong thế kỷ 20, nó được xem là con voi tốt nhất "bởi vì nó sở hữu khả năng học hỏi tuyệt vời và biết học cách tự sửa mình".

## Lịch sử
Drona bị bắt trong một chiến dịch khedda trong khu vực rừng Kakanakote của Heggadadevankote vào năm 1971. Con voi đực này được sử dụng trong một thời gian ngắn ở Shimoga để vận chuyển gỗ. Doddappaji là quản tượng của Drona. Mối liên kết giữa Doddappaji với Drona bắt đầu từ ngày nó bị bắt, vì cha của anh là ông Chennakeshavaiah từng chịu trách nhiệm thuần hóa Drona. Lớn lên cùng nhau, anh hiểu con vật hơn bất kỳ ai khác.

## Quản tượng
Doddappaji, người đã từng điều khiển Drona, con voi mang theo bành voi"Golden Howdah", đã từ chối tham gia vào các lễ hội Mysore Dasara kể từ khi Drona bị điện giật. Là một quản tượng thế hệ thứ ba và một chuyên gia thuần hóa những con voi hoang dã, Doddappaji bị ám ảnh bởi những ký ức về Drona. Sau cái chết của Drona, anh yêu cầu các quan chức cấp cao không yêu cầu anh tham gia vào "Jlyn Savari" (một phần của lễ hội Mysore Dasara). Người đàn ông nói rằng anh không thể gặp một con voi khác có kích thước và sức mạnh tương tự voi Drona, con vật được mọi người ngưỡng mộ vì tính cách và hành động nhẹ nhàng của nó.

## Qua đời
Drona chết vì bị điện giật vào năm 1998, khi nó đang được chăn thả ở Công viên quốc gia Nagarhole, trải dài qua biên giới của các quận Kodagu và Mysore của Karnataka. Tại làng Balle, khi "Golden Howdah" cố gắng ăn lá từ một cái cây và kéo thân cây xuống, thân cây này đã mắc vào một dây cáp điện cao thế và ngay lập tức bị Drona điện giật.